# Dmitri Andrejewitsch Tolstoi

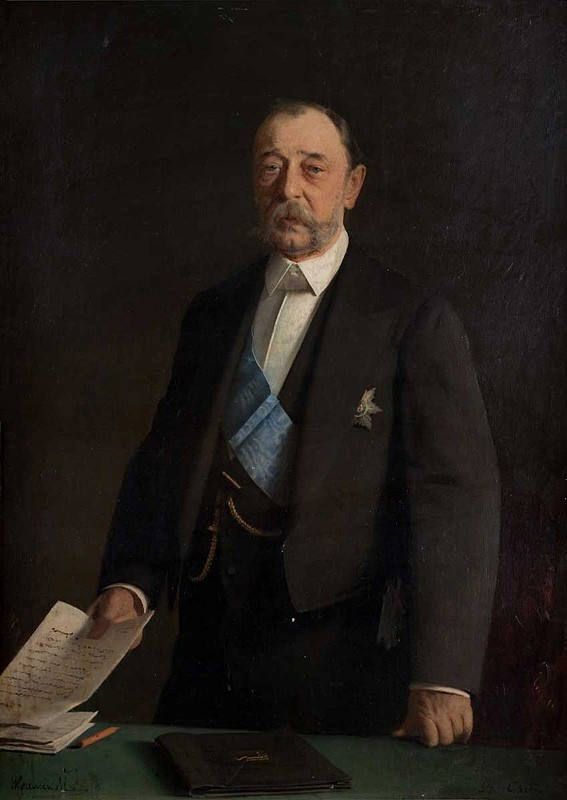
Dmitri Andrejewitsch Tolstoi (Iwan Kramskoi, 1884)

Graf Dmitri Andrejewitsch Tolstoi (russisch Дмитрий Андреевич Толстой; * 1. Märzjul. / 13. März 1823greg. in Moskau; † 25. Apriljul. / 7. Mai 1889greg. in St. Petersburg) war ein russischer Historiker und Staatsmann.

## Leben
Tolstoi stammte aus einem verarmten Zweig der Familie Tolstoi an der Wolga. Sein Vater war der Stabskapitän Graf Andrei Stepanowitsch Tolstoi (1793–1830). Seine Mutter Praskowja Dmitrijewna geborene Pawlowa († 1849) heiratete nach dem frühen Tod ihres Mannes Wassili Jakowlewitsch Wenkstern. Dmitri Tolstoi schloss 1842 das Lyzeum Zarskoje Selo ab.
1848 trat Tolstoi als Kammerjunker (5. Rangklasse)  in St. Petersburg in das Departement für geistliche Angelegenheiten der ausländischen Religionen des Innenministeriums ein und erarbeitete eine Geschichte der ausländischen Religionen. Für die Geschichte der Finanzinstitutionen Russlands erhielt er 1847 den Demidow-Preis.
1853 wurde Tolstoi Direktor der Kanzlei des Marineministeriums und war beteiligt an der Wirtschaftsplanung des Marineministeriums und an der neuen Geschäftsordnung des Marineamtes. Auf die beabsichtigte Heirat der schönen, aber vermögenslosen Marija Jasykowa, die später den Diplomaten D. O. Schepping heiratete, verzichtete Tolstoi auf dringendes Anraten seines Onkels Dmitri Nikolajewitsch Tolstoi. Stattdessen heiratete Tolstoi 1853 die vermögende Sofja Dmitrijewna Bibikowa (1827–1907), Tochter des Innenministers Dmitri Bibikow, die sich dann ihrem Mann vollständig unterordnete und 1873 das kleine Kreuz des Damenordens der Heiligen Katharina erhielt. 1856 wurde Tolstoi Wirklicher Staatsrat (4. Rangklasse) und 1860 Hofmeister (3. Rangklasse). 1861 verwaltete er das Departement für Volksbildung. Dann wurde er Senator.

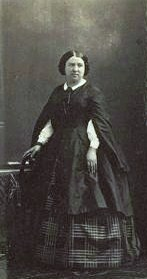
Sofja Dmitrijewna Tolstaja (1858)

1865 wurde Tolstoi Ober-Prokurator des Heiligen Synods (nach A. P. Achmotow) und 1866 Volksbildungsminister (nach A. W. Golowin). Beide Ämter übte er bis 1880 aus, als er Mitglied des Staatsrats wurde. Tolstoi reformierte nun grundlegend das Erziehungssystem. Während dieser Zeit entstanden das St. Petersburger Historisch-Philologische Institut (1867), die Universität Warschau, das Landwirtschaftsinstitut in Nowa Alexandria (1869), die Moskauer Höheren Kurse für Frauen des Professors Guerrier (1872), das Russische Philologische Seminar in Leipzig für Lehrer der alten Sprachen (1875) und die Universität Tomsk (1878). Das Juristische Lyzeum Nischyn wurde in ein Historisch-Philologisches Institut umgewandelt und das Lyzeum Jaroslawl in ein Juristisches Lyzeum. 1871 wurde die mittlere Bildung reformiert mit Stärkung des Mathematik-Unterrichts und des Latein- und Griechisch-Unterrichts entsprechend dem Vorschlag A. A. Kornilows, wozu auch M. N. Katkow beitrug. Nur der Gymnasiumsabschluss berechtigte zum Universitätsbesuch. Zu den Reformzielen gehörte die Entwicklung des selbständigen Denkens der Schüler zum Schutz gegen radikale Ansichten. 1872 wurde eine Ordnung für städtische Schulen herausgegeben und 1874 eine Ordnung für Schulleiter, für deren Kontrolle bereits 1869 Schulinspektoren eingestellt wurden. Parallel dazu wurden die geistlichen Bildungseinrichtungen reformiert (1867–1869). 1872 war er Wirklicher Geheimer Rat (2. Rangklasse) geworden. Sein Nachfolger als Bildungsminister wurde A. A. Saburow, während K. P. Pobedonoszew ihm als Oberprokurator nachfolgte.
Daneben war Tolstoi weiter seinen historischen Studien nachgegangen. Sein Werk Le Catholicisme romain en Russie erschien in zwei Bänden 1863 und 1864 in St. Petersburg und wurde 1866 von der Römischen Kurie wie ein Werk der Häresie als opus praedamnatum in den Index Librorum Prohibitorum aufgenommen. Seine Aufsätze zur Geschichte der Bildung in Russland erschienen in der Zeitschrift des Bildungsministeriums und im Russki Archiw. Auf seine Initiative wurden die Materialien zur Geschichte der Kaiserlichen Akademie der Wissenschaften herausgegeben.
Nach dem Attentat auf Alexander II. und dem Regierungsantritt Alexanders III. wurde Tolstoi 1882 Innenminister (nach N. P. Ignatjew) und Chef der Gendarmerie und blieb es bis zu seinem Tode. Er wurde nun ein Führer der politischen Reaktion und Verfechter eines starken Staates. Der Adel wurde gestärkt, das Leben der Bauern wurde reguliert, und die kommunale Selbstverwaltung wurde eingeschränkt ebenso wie die Pressefreiheit durch die vorläufigen Regeln von 1882. Tolstois Nachfolger wurde I. N. Durnowo.
1882 wurde Tolstoi nach Friedrich Benjamin von Lütke Präsident der Kaiserlichen Akademie der Wissenschaften, deren Ehrenmitglied er seit 1866 war. Sein Nachfolger war Großfürst Konstantin Konstantinowitsch. Dazu war Tolstoi Ehrenmitglied des Zarewitsch-Museums, der Kaiserlichen St. Petersburger Mineralogischen Gesellschaft und der Moskauer Technischen Hochschule sowie Ehrenbürger von Tscherepowez.
Tolstois Tochter Sofja (1854–1917) heiratete den St. Petersburger Gouverneur Graf Sergei Toll aus der deutschbaltischen Familie Toll, der als Wohltäter und Autor eines Buches über die Freimaurerei bekannt wurde. Tolstois Sohn Gleb (1862–1904) wurde Staatsbeamter im Gouvernement Rjasan. Tolstoi hatte zwei ältere Geschwister, den Bruder Wsewolod (1824–1843) und die Schwester Jelisaweta (1825–1867), die in zweiter Ehe den Gouverneur von Samara N. A. Samjatnin (1824–1868) heiratete. Tolstois Vetter war Großvater des Schriftstellers Alexei Tolstoi.
Tolstoi wurde auf dem Familiensitz Makowo im Gouvernement Rjasan begraben.

## Ehrungen
- Orden des Heiligen Wladimir III. Klasse (1855)
- Russischer Orden der Heiligen Anna I. Klasse (1865)
- Orden des Heiligen Wladimir II. Klasse (1866)
- Kaiserlich-Königlicher Orden vom Weißen Adler (1869)
- Alexander-Newski-Orden (1871)
- Großkreuz des Österreichisch-kaiserlichen Leopold-Ordens (1874)
- Diamanten zum Alexander-Newski-Orden (1875)
- Erlöser-Orden I. Klasse (1875)
- Orden Danilos I. für die Unabhängigkeit I. Klasse (1877)
- Offizier des Ordre des Palmes Académiques (1878)
- Orden des Heiligen Andreas des Erstberufenen (1883)
- Piusorden I. Klasse (1883)
- Orden des Heiligen Wladimir I. Klasse (1888)